# 愛知県第12区
愛知県第12区（あいちけんだい12く）は、日本の衆議院における選挙区。1994年（平成6年）の公職選挙法改正で設置。

## 区域

### 現在の区域
2017年（平成29年）公職選挙法改正以降の区域は以下のとおりである。2017年の区割変更により、額田郡幸田町は14区に移動。
- 岡崎市
- 西尾市

### 2017年以前の区域
2013年（平成25年）公職選挙法改正から2017年の小選挙区改定までの区域は以下のとおりである。
- 岡崎市
- 西尾市
- 額田郡

1994年（平成6年）公職選挙法改正から2013年の小選挙区改定までの区域は以下のとおりである。額田郡額田町は2006年に岡崎市に編入され、幡豆郡の3町は2011年に西尾市と合併した。
- 岡崎市
- 西尾市
- 幡豆郡
- 額田郡

## 歴史
江戸時代、共に譜代城下町として栄えた岡崎・西尾の2市を主体としている。このエリアは旧市街を中心として旧来の商工業者や農業関係者が力を持っており、中選挙区時代の旧愛知4区の頃から自由民主党の金城湯池として県内の保守勢力を支えた。しかし、近年は自動車関連産業の発展や、岡崎市における豊田・名古屋のベッドタウン化進行などで他地域からの転入者が増え徐々に民主党など非自民勢力が得票を増やしてきている。
2001年の公職選挙法改正による選挙区割り見直しで、愛知県内の15選挙区中最も有権者が多い選挙区となった。
1996年の総選挙以来、自民党の杉浦正健が安定して10万票以上を獲得し、連続4選してきたが、2009年の総選挙で民主党の中根康浩が杉浦を6万票以上の差をつけて圧勝した。
2012年12月16日に行われた第46回衆議院議員総選挙では、自民党の青山周平が初当選した。敗れた民主党の中根と日本維新の会の重徳和彦は比例復活で当選した。
2014年12月14日に行われた第47回衆議院議員総選挙では、民主党と維新の党の選挙協力により、中根が民主党の比例東海ブロックの単独1位候補となり、非共産の野党候補を重徳に一本化した。投開票の末、重徳が青山を破り当選した（青山は比例復活で当選）。維新の党としては愛知県下ならびに比例東海ブロックの小選挙区で初めて議席を獲得した。
2016年に民主党と維新の党が合流し、民進党が結成されると中根と重徳が同じ政党に所属することとなった。民進党は次回衆院選では、重徳を選挙区に擁立し、中根を比例単独1位とする方針を決めた。しかし、2017年10月22日に行われた第48回衆議院議員総選挙では、民進党が希望の党に合流したことにより、民進党との間で交わされた「比例単独1位」の約束を反古にされた中根は愛知7区への国替えを打診されるも固辞し、希望の党比例代表単独24位で出馬し落選。一方で重徳も希望の党から公認されなかったが、無所属で立候補し、青山を大差で破った。青山は比例復活についても愛知2区の田畑毅に競り負け議員職を失った（ただし、2019年2月に繰上当選）。また、青山が公明党の推薦を受けているのにもかかわらず公明党支持者の4割弱が重徳に投票したことが、ある新聞社の出口調査で分かった。
2021年10月31日に行われた第49回衆議院議員総選挙では、日本共産党が小選挙区導入以来初めて候補者擁立を見送り、立憲民主党から立候補した重徳と青山の一騎打ちとなった。前回より票差が縮まったものの、重徳が勝利し、青山は比例復活で当選した。
2024年10月27日に行われた第50回衆議院議員総選挙では、重徳が勝利し、青山は政治資金問題で比例名簿非登載となったこともあり落選した。

## 小選挙区選出議員
| 選挙名                 | 年     | 当選者   | 党派       |
| ---------------------- | ------ | -------- | ---------- |
| 第41回衆議院議員総選挙 | 1996年 | 杉浦正健 | 自由民主党 |
| 第42回衆議院議員総選挙 | 2000年 | 杉浦正健 | 自由民主党 |
| 第43回衆議院議員総選挙 | 2003年 | 杉浦正健 | 自由民主党 |
| 第44回衆議院議員総選挙 | 2005年 | 杉浦正健 | 自由民主党 |
| 第45回衆議院議員総選挙 | 2009年 | 中根康浩 | 民主党     |
| 第46回衆議院議員総選挙 | 2012年 | 青山周平 | 自由民主党 |
| 第47回衆議院議員総選挙 | 2014年 | 重徳和彦 | 維新の党   |
| 第48回衆議院議員総選挙 | 2017年 | 重徳和彦 | 無所属     |
| 第49回衆議院議員総選挙 | 2021年 | 重徳和彦 | 立憲民主党 |
| 第50回衆議院議員総選挙 | 2024年 | 重徳和彦 | 立憲民主党 |

## 選挙結果
時の内閣：第1次石破内閣 解散日：2024年10月9日 公示日：2024年10月15日
当日有権者数：44万2431人 最終投票率：58.05%（前回比：3.92%） （全国投票率：53.85%（2.08%））
| 当落 | 候補者名 | 年齢 | 所属党派     | 新旧 | 得票数    | 得票率 | 惜敗率 | 推薦・支持 | 重複 |
| ---- | -------- | ---- | ------------ | ---- | --------- | ------ | ------ | ---------- | ---- |
| 当   | 重徳和彦 | 53   | 立憲民主党   | 前   | 126,940票 | 50.46% | ――     |            | ○    |
|      | 青山周平 | 47   | 自由民主党   | 前   | 86,025票  | 34.19% | 67.77% | 公明党推薦 |      |
|      | 中川博登 | 46   | 日本維新の会 | 新   | 28,489票  | 11.32% | 22.44% |            | ○    |
|      | 関久一   | 73   | 日本共産党   | 新   | 10,118票  | 4.02%  | 7.97%  |            |      |

時の内閣：第1次岸田内閣 解散日：2021年10月14日 公示日：2021年10月19日
当日有権者数：44万4780人 最終投票率：61.97%（前回比：0.25%） （全国投票率：55.93%（2.25%））
| 当落 | 候補者名 | 年齢 | 所属党派   | 新旧 | 得票数    | 得票率 | 惜敗率 | 推薦・支持 | 重複 |
| ---- | -------- | ---- | ---------- | ---- | --------- | ------ | ------ | ---------- | ---- |
| 当   | 重徳和彦 | 50   | 立憲民主党 | 前   | 142,536票 | 52.67% | ――     |            | ○    |
| 比当 | 青山周平 | 44   | 自由民主党 | 前   | 128,083票 | 47.33% | 89.86% | 公明党推薦 | ○    |

時の内閣：第3次安倍第3次改造内閣 解散日：2017年9月28日 公示日：2017年10月10日
当日有権者数：44万4298人 最終投票率：61.72%（前回比：0.82%） （全国投票率：53.68%（1.02%））
| 当落 | 候補者名 | 年齢 | 所属党派          | 新旧 | 得票数    | 得票率 | 惜敗率 | 推薦・支持 | 重複 |
| ---- | -------- | ---- | ----------------- | ---- | --------- | ------ | ------ | ---------- | ---- |
| 当   | 重徳和彦 | 46   | 無所属 (民進党籍) | 前   | 149,587票 | 55.65% | ――     |            | ×    |
|      | 青山周平 | 40   | 自由民主党        | 前   | 104,811票 | 39.00% | 70.07% | 公明党推薦 | ○    |
|      | 宮地勲   | 63   | 日本共産党        | 新   | 14,378票  | 5.35%  | 9.61%  |            |      |

- 青山は大見正の安城市長選挙出馬に伴う議員失職により、2019年2月に繰り上げ当選。
- 中根は希望の党比例単独24位となるも落選。2020年10月に岡崎市長選挙に立候補し当選。

時の内閣：第2次安倍改造内閣 解散日：2014年11月21日 公示日：2014年12月2日
当日有権者数：45万8221人 最終投票率：60.90%（前回比：2.95%） （全国投票率：52.66%（6.66%））
| 当落 | 候補者名 | 年齢 | 所属党派   | 新旧 | 得票数    | 得票率 | 惜敗率 | 推薦・支持 | 重複 |
| ---- | -------- | ---- | ---------- | ---- | --------- | ------ | ------ | ---------- | ---- |
| 当   | 重徳和彦 | 43   | 維新の党   | 前   | 131,618票 | 48.49% | ――     |            | ○    |
| 比当 | 青山周平 | 37   | 自由民主党 | 前   | 118,165票 | 43.54% | 89.78% | 公明党推薦 | ○    |
|      | 牧野次郎 | 56   | 日本共産党 | 新   | 21,637票  | 7.97%  | 16.44% |            |      |

- 中根は比例東海ブロックに回り当選。

時の内閣：野田第3次改造内閣 解散日：2012年11月16日 公示日：2012年12月4日
当日有権者数：45万4656人 最終投票率：63.85%（前回比：10.22%） （全国投票率：59.32%（9.96%））
| 当落 | 候補者名 | 年齢 | 所属党派     | 新旧 | 得票数   | 得票率 | 惜敗率 | 推薦・支持     | 重複 |
| ---- | -------- | ---- | ------------ | ---- | -------- | ------ | ------ | -------------- | ---- |
| 当   | 青山周平 | 35   | 自由民主党   | 新   | 91,816票 | 32.34% | ――     | 公明党推薦     | ○    |
| 比当 | 中根康浩 | 50   | 民主党       | 前   | 82,363票 | 29.01% | 89.70% | 国民新党推薦   | ○    |
| 比当 | 重徳和彦 | 41   | 日本維新の会 | 新   | 69,198票 | 24.37% | 75.37% | みんなの党推薦 | ○    |
|      | 都築譲   | 62   | 日本未来の党 | 元   | 30,850票 | 10.87% | 33.60% | 新党大地推薦   | ○    |
|      | 若山晴史 | 64   | 日本共産党   | 新   | 9,687票  | 3.41%  | 10.55% |                |      |

時の内閣：麻生内閣 解散日：2009年7月21日 公示日：2009年8月18日
当日有権者数：44万8205人 最終投票率：74.07%（前回比：2.99%） （全国投票率：69.28%（1.77%））
| 当落 | 候補者名   | 年齢 | 所属党派   | 新旧 | 得票数    | 得票率 | 惜敗率 | 推薦・支持 | 重複 |
| ---- | ---------- | ---- | ---------- | ---- | --------- | ------ | ------ | ---------- | ---- |
| 当   | 中根康浩   | 47   | 民主党     | 元   | 180,972票 | 55.36% | ――     |            | ○    |
|      | 杉浦正健   | 75   | 自由民主党 | 前   | 122,198票 | 37.38% | 67.52% |            |      |
|      | 八田ひろ子 | 63   | 日本共産党 | 新   | 20,551票  | 6.29%  | 11.36% |            |      |
|      | 後神芳基   | 46   | 幸福実現党 | 新   | 3,171票   | 0.97%  | 1.75%  |            |      |

時の内閣：第2次小泉改造内閣 解散日：2005年8月8日 公示日：2005年8月30日
当日有権者数：43万2843人 最終投票率：71.08%（前回比：6.44%） （全国投票率：67.51%（7.65%））
| 当落 | 候補者名 | 年齢 | 所属党派   | 新旧 | 得票数    | 得票率 | 惜敗率 | 推薦・支持 | 重複 |
| ---- | -------- | ---- | ---------- | ---- | --------- | ------ | ------ | ---------- | ---- |
| 当   | 杉浦正健 | 71   | 自由民主党 | 前   | 159,256票 | 52.62% | ――     |            | ○    |
|      | 中根康浩 | 43   | 民主党     | 前   | 128,681票 | 42.52% | 80.80% |            | ○    |
|      | 萩原昇   | 54   | 日本共産党 | 新   | 14,708票  | 4.86%  | 9.24%  |            |      |

時の内閣：第1次小泉第2次改造内閣 解散日：2003年10月10日 公示日：2003年10月28日
当日有権者数：42万4973人 最終投票率：64.64% （全国投票率：59.86%（2.63%））
| 当落 | 候補者名 | 年齢 | 所属党派   | 新旧 | 得票数    | 得票率 | 惜敗率 | 推薦・支持 | 重複 |
| ---- | -------- | ---- | ---------- | ---- | --------- | ------ | ------ | ---------- | ---- |
| 当   | 杉浦正健 | 69   | 自由民主党 | 前   | 135,622票 | 50.38% | ――     |            | ○    |
| 比当 | 中根康浩 | 41   | 民主党     | 新   | 117,411票 | 43.61% | 86.57% |            | ○    |
|      | 野村典子 | 55   | 日本共産党 | 新   | 16,191票  | 6.01%  | 11.94% |            |      |

- 都築は民由合併に伴う候補者調整に伴い、15区へ国替えした。

時の内閣：第1次森内閣 解散日：2000年6月2日 公示日：2000年6月13日 （全国投票率：62.49%（2.84%））
| 当落 | 候補者名 | 年齢 | 所属党派   | 新旧 | 得票数    | 得票率 | 惜敗率 | 推薦・支持 | 重複 |
| ---- | -------- | ---- | ---------- | ---- | --------- | ------ | ------ | ---------- | ---- |
| 当   | 杉浦正健 | 65   | 自由民主党 | 前   | 117,475票 | 45.56% | ――     |            | ○    |
|      | 中根康浩 | 37   | 民主党     | 新   | 81,826票  | 31.73% | 69.65% |            | ○    |
| 比当 | 都築譲   | 49   | 自由党     | 新   | 33,052票  | 12.82% | 28.14% |            | ○    |
|      | 野村典子 | 52   | 日本共産党 | 新   | 21,581票  | 8.37%  | 18.37% |            |      |
|      | 川島隆   | 43   | 自由連合   | 新   | 2,517票   | 0.98%  | 2.14%  |            |      |
|      | 福田晃   | 48   | 無所属     | 新   | 1,422票   | 0.55%  | 1.21%  |            | ×    |

時の内閣：第1次橋本内閣 解散日：1996年9月27日 公示日：1996年10月8日 （全国投票率：59.65%（8.11%））
| 当落 | 候補者名 | 年齢 | 所属党派   | 新旧 | 得票数    | 得票率 | 惜敗率 | 推薦・支持 | 重複 |
| ---- | -------- | ---- | ---------- | ---- | --------- | ------ | ------ | ---------- | ---- |
| 当   | 杉浦正健 | 62   | 自由民主党 | 元   | 133,257票 | 55.16% | ――     |            | ○    |
|      | 川島實   | 60   | 新進党     | 前   | 79,950票  | 33.10% | 60.00% |            |      |
|      | 山田真澄 | 36   | 日本共産党 | 新   | 28,358票  | 11.74% | 21.28% |            |      |

- 川島實は第42回は4区に自由連合から立候補するも、落選。